# Lorne Dach
Lorne Dach (né en 1957 ou 1958) est un homme politique canadien, membre du Nouveau Parti démocratique de l'Alberta.
Depuis 2015, il est élu à l'Assemblée législative de l'Alberta représentant la circonscription d'Edmonton–McClung.